# Jonge Wacht
Jonge Wacht (1928-1942) was, in Nederland, een katholieke jeugdbeweging, voortgekomen uit de Patronaten maar met elementen van scouting. De Jonge Wacht bestond niet in het bisdom Haarlem, daar was wel een vergelijkbare organisatie, de Kruisvaart.
De Jonge Wacht was een beweging die heel wat overnam van de verkenners, maar niet gebonden was aan hun wet.
In 1942 werd de Jonge Wacht samen met de andere jeugdbewegingen in opdracht van de Duitse bezetter opgeheven. In 1945 werd de Jonge Wacht niet heropgericht maar ging op in de Katholieke Jeugdbeweging.
De Jonge Wacht bestaat nog op Curaçao.
Het lied van de Jonge Wacht geschreven door Pater J.Schreurs M.S.C.
Wij zijn voor den koning op wacht gaan staan,
Wij houden zijn standaard geheven.
Zijn liefd'als een licht in ons opgegaan,
En zijn sterkte staat diep in ons leven.
De trommen slaan, de trommen slaan
Voor Christus den Koning, God wil het, sluit aan,
Voor Christus den Koning - vooraan!
Een nieuw en een dapper geslacht treedt aan
Van heiligen, ridders en helden,
Wij moeten den Satan terneder slaan
En de wereld een boodschap melden.
De trommen slaan, de trommen slaan
Voor Christus den Koning, God wil het, wij gaan,
Voor Christus den Koning - vooraan!
Aan Christus, ons leven, trouw tot de dood
Vooruit dan, de trommen geslagen!
De wereld wordt schoon en het leven groot
Want het Rijk van den Christus gaat dagen!
De trommen slaan, de trommen slaan
Voor Christus den Koning, God wil het, wij gaan,
Voor Christus den Koning - vooraan!

## Ledenaantal
- 1937: 14209
- 1938: 17098
- 1939: 18074
- 1940: 16314
- 1941: 16693[1]